# الویمار
الویمار (به فرانسوی: Alvimare) یک کامین در فرانسه است که در Canton of Fauville-en-Caux واقع شده‌است.

## خصوصیات
الویمار ۶٫۷۳ کیلومترمربع مساحت و ۵۰۱ نفر جمعیت دارد و ۱۴۰ متر بالاتر از سطح دریا واقع شده‌است.